# 104 Aquarii
104 Aquarii, som är stjärnans Flamsteed-beteckning, är en dubbel stjärna belägen i den södra delen av stjärnbilden Vattumannen och har även Bayer-beteckningen A2 Aquarii.  Den har en skenbar magnitud på 4,83 och är synlig för blotta ögat där ljusföroreningar ej förekommer. Baserat på parallaxmätning inom Hipparcosuppdraget på ca 4,6 mas, beräknas den befinna sig på ett avstånd på ca 710 ljusår (ca 218 parsek) från solen. Den rör sig bort från solen med en heliocentrisk radialhastighet på ca 6,5 km/s. På det beräknade avståndet minskar stjärnans skenbara magnitud med 0,10 enheter genom en skymningsfaktor orsakad av interstellärt stoft.

## Egenskaper
104 Aquarii är en dubbelstjärna och möjligen fysiskt associerad. Primärstjärnan 104 Aquarii A är en gul  till vit stjärna av spektralklass G2 Ib/II, som placerar den på gränsen mellan ljusstark jätte och en mindre ljusstark superjättestjärna.  Den har en massa som är ca 4,2 solmassor, en radie som är ca 32 solradier och utsänder från dess fotosfär ca 450 gånger mera energi än solen vid en effektiv temperatur av ca 5 400 K. Den är en misstänkt variabel stjärna.
Följeslagaren 104 Aquarii B är en stjärna av magnitud 7,9 separerad med 120,1 bågsekunder från primärstjärnan.